# 조도국민학교 청등분교
조도국민학교 청등분교는 대한민국 전라남도 진도군 조도면 청등도리에 있었던 국민학교 분교이다.

## 연혁
- 일자미상 조도공립보통학교 부설 청등간이학교 설립 인가
- 1929년 8월 31일 청등간이학교 개교
- 1938년 4월 1일 조도공립심상소학교 부설 청등간이학교 개편
- 1941년 4월 1일 조도공립국민학교 부설 청등간이학교 개편
- 일자미상 조도공립국민학교 청등분교 개편
- 1950년 4월 1일 조도국민학교 청등분교 개편
- 1967년 4월 1일 도서벽지학교 '을'급 지정
- 1968년 5월 1일 도서벽지학교 '갑'급 조정
- 1973년 3월 1일 도서벽지학교 '갑'급 재지정
- 1986년 1월 1일 도서벽지학교 '가'급 조정
- 1995년 9월 1일 폐교 및 조도국민학교 통폐합